# ルイス・グルリット
ルイス・グルリット（Heinrich Louis Theodor Gurlitt、または Ludwig Gurlitt、1812年3月8日 - 1897年9月19日）は、ホルシュタイン公国（当時はデンマークに属していた）生まれのドイツの風景画家である。

## 略歴
ホルシュタイン公国のアルトナに金細工師の息子に生まれた。17人の兄弟がいて貧しい環境で育ったが、絵の才能は早くから認められた。1826年からハンブルク、アルトナで活動した画家、ドゥシュ（Anton Carl Dusch）から絵の教育を受け、父親の友人の画家、版画家のゲンスラー（Günther Gensler）に教えを受け、1828年からベンディクセン（Siegfried Detlev Bendixen）の弟子となった後、1832年から1834年の間はデンマーク王立美術院に入学し、クリストファー・エカスベアやヨハン・ルートヴィッヒ・ルンドのもとで学んだ。
1842年に当時、多くの風景画家たちが集まっていたデュッセルドルフに移り、アンドレアス・アッヒェンバッハ(1815-1910)やカール・フェルディナンド・ゾーン(1805-1869)といった有名な画家と交流した。その後、ヨーロッパ各地を写生旅行した。
1851年からウィーンに住み、ウィーン美術協会の展示会に参加し、ウィーンの代表的な画家となった。1855年にはハンブルクの芸術家協会の会長に任じられた。1860年に友人の勧めとザクセン＝コーブルク＝ゴータ公、エルンスト2世の招きで、ザクセン＝コーブルク＝ゴータ公国に移り、宮殿にスタジオを作った。その後、ドレスデンやプラウエンで暮らし、ベルリンのシュテーグリッツで暮らした。
結婚した2人の妻は早世したが、有名な作家のファニー・レヴァルトの妹と3度目の結婚をした。息子に、建築史家の Cornelius Gurlitt、画商の Fritz Gurlitt、教育家の Ludwig Gurlitt、古典学者の Wilhelm Gurlittがいて、孫に画商の Hildebrand Gurlitt、音楽学者の Willibald Gurlitt 、画家の Cornelia Gurlitt (1890-1919)がいる。時計職人の Emanuel Gurlittと作曲家のコルネリウス・グルリットは兄弟である。

## 作品

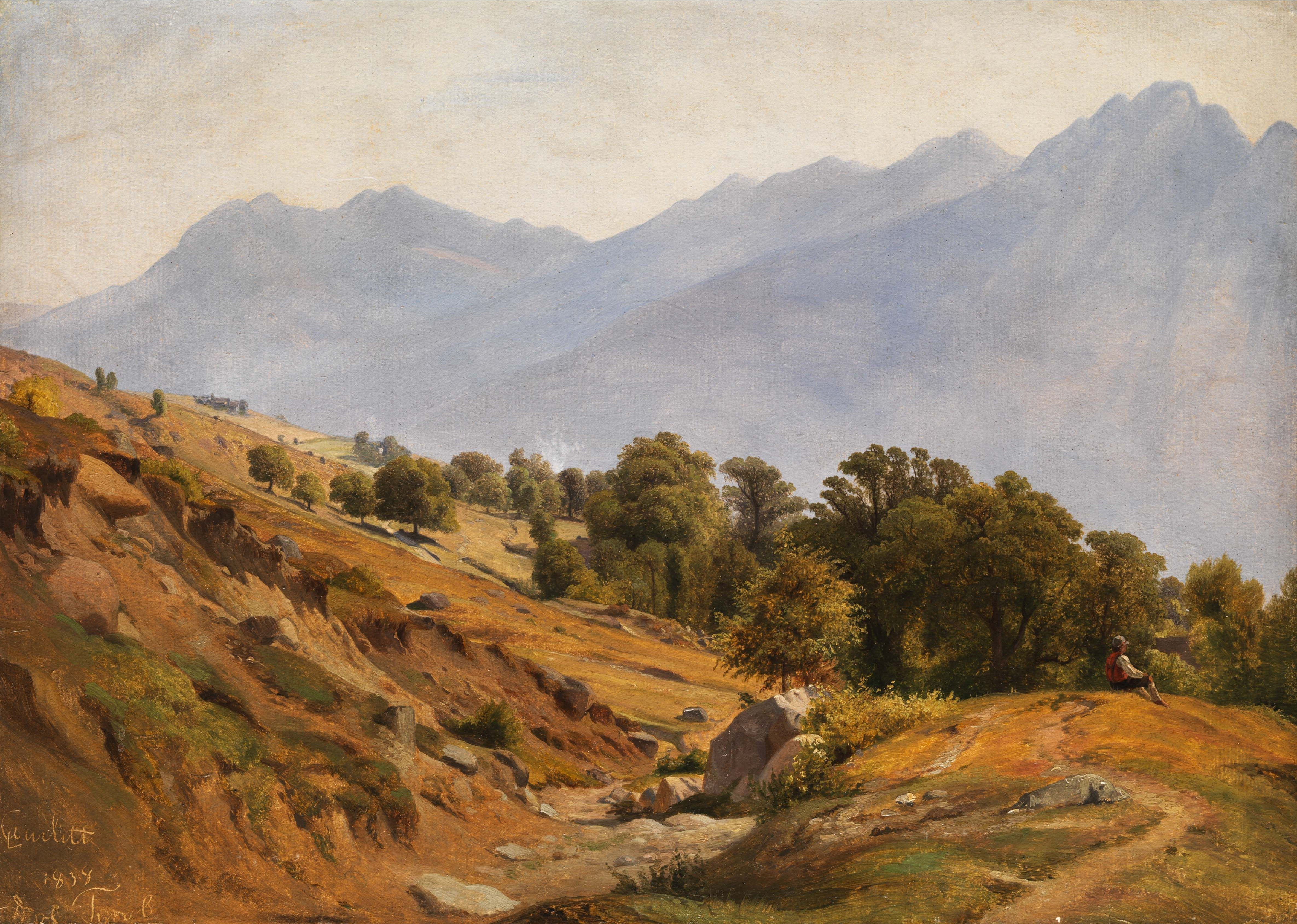
チロルの山の風景
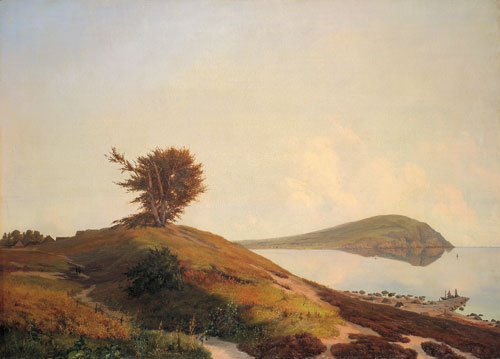
スウェーデンの岬の夕暮れ
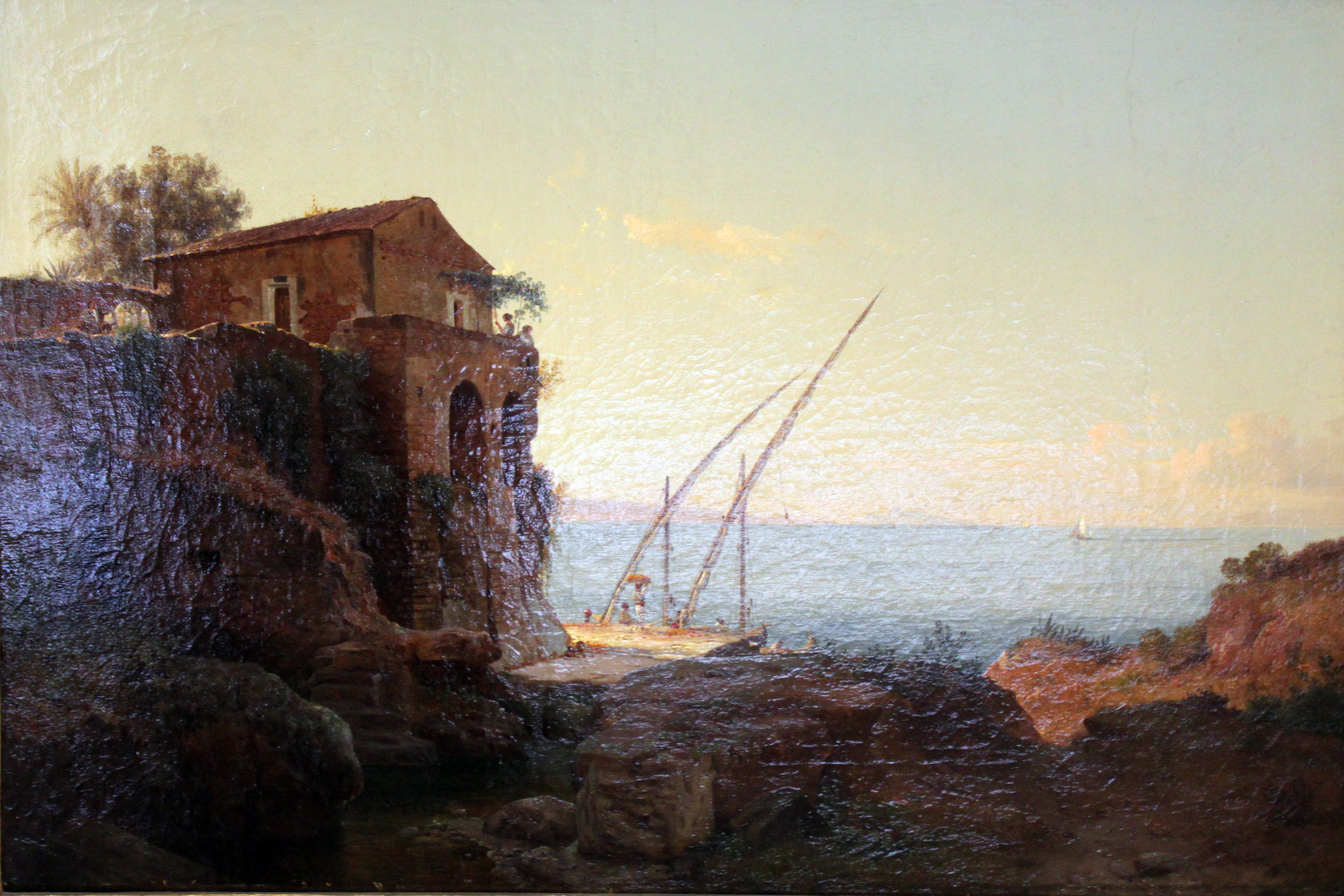
iイタリアの海岸

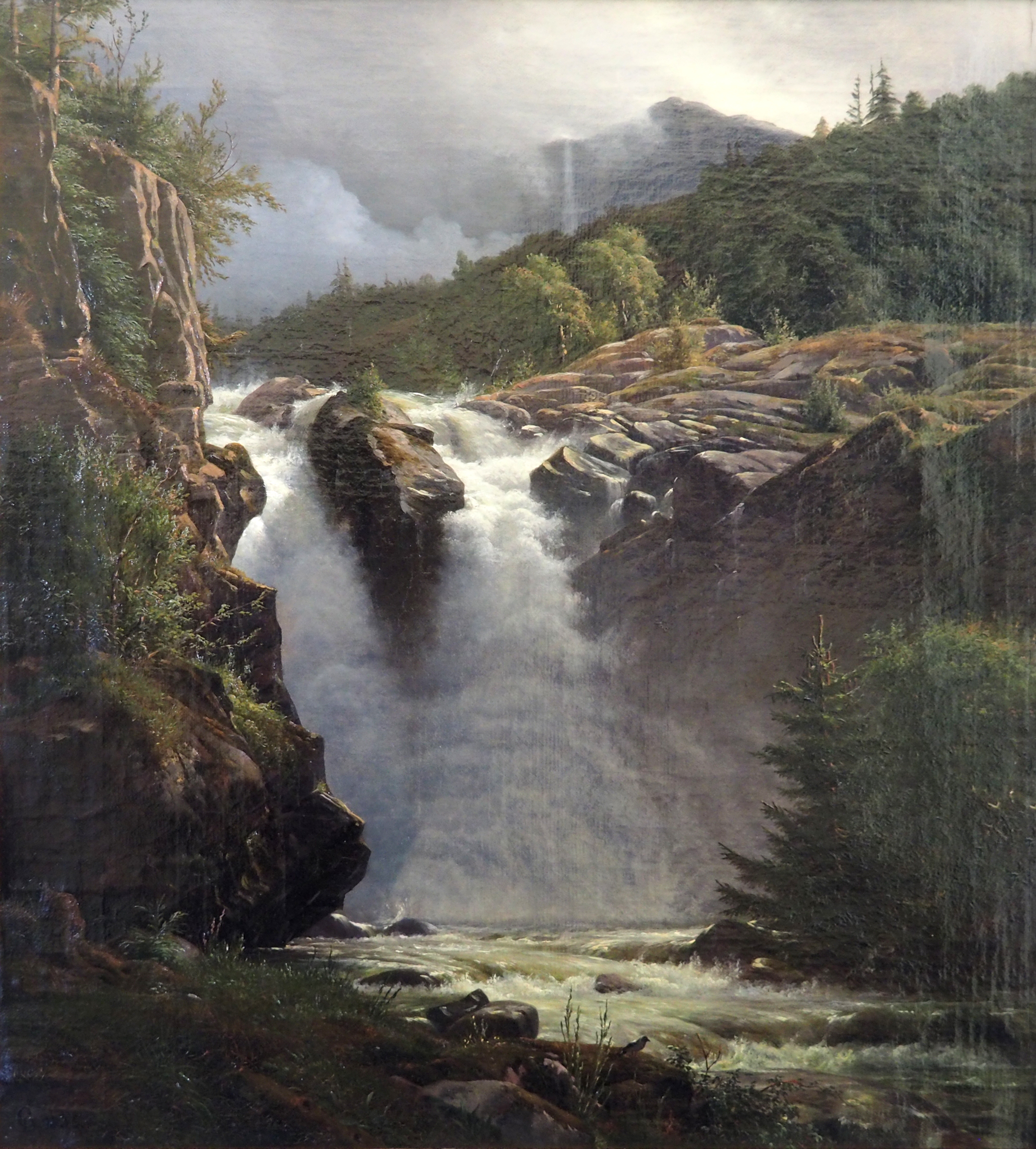
ノルウェーの滝
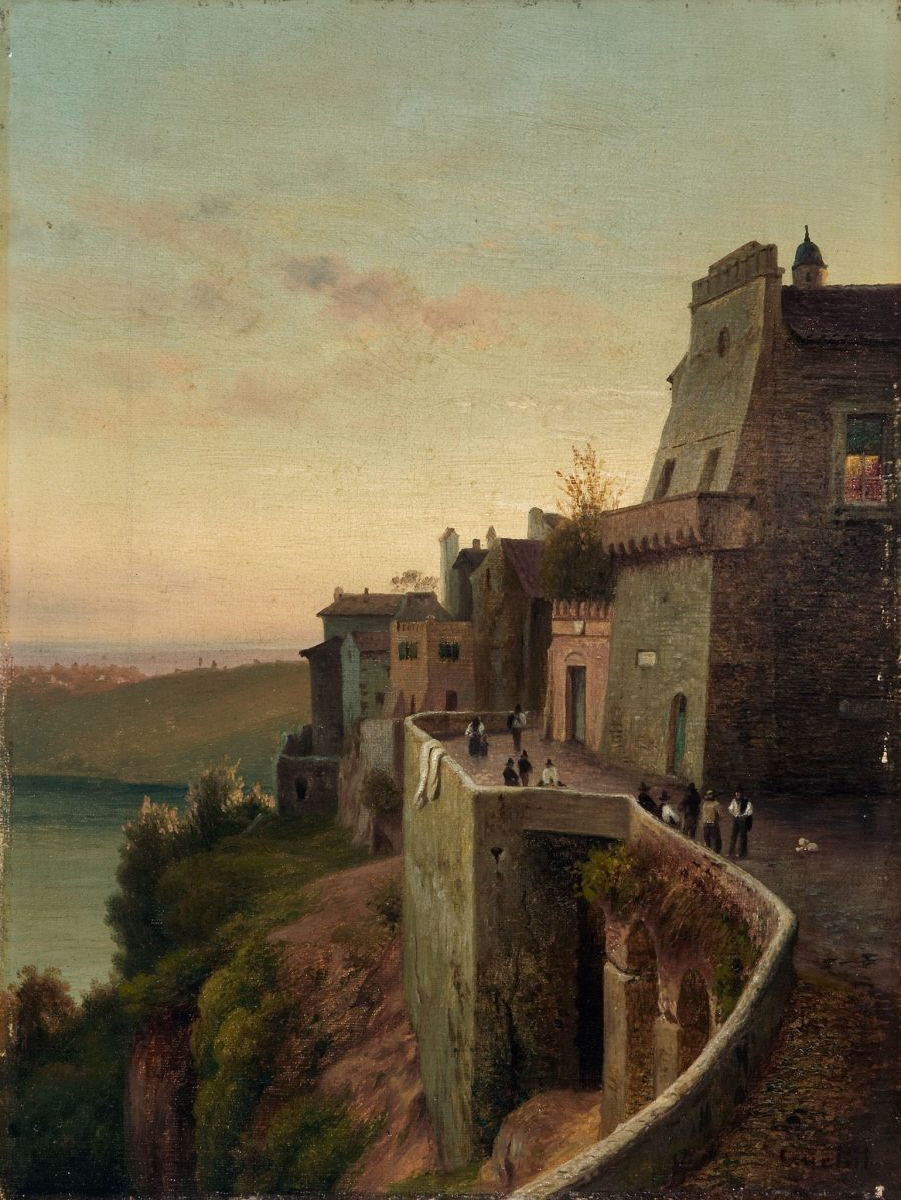
ネミ湖の夕暮れ
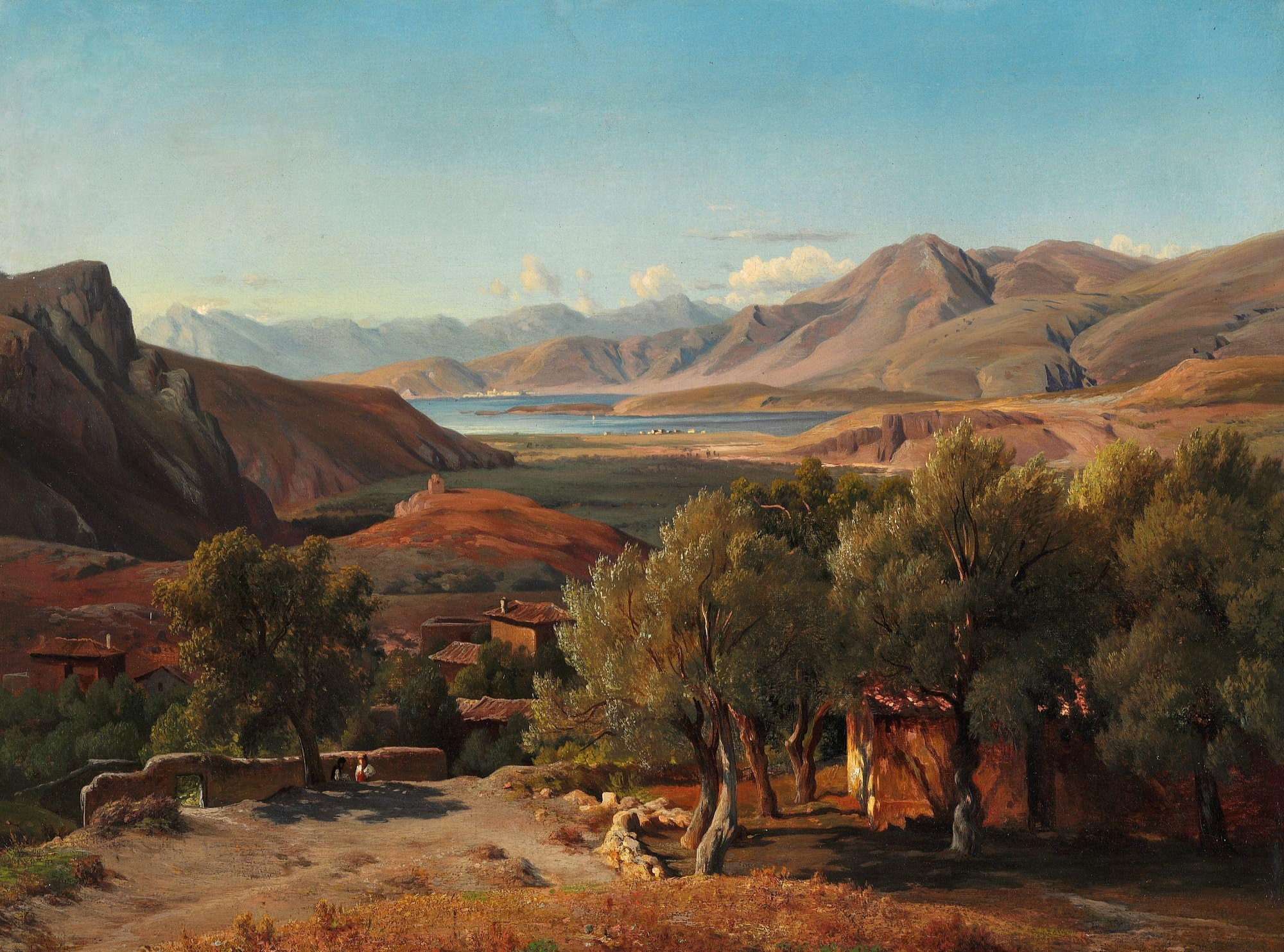
オリーブの木と農家のあるイタリアの風景